# Його батальйон
«Його батальйон» («Его батальон») — радянський двосерійний телефільм 1989 року, знятий режисером Олександром Карповим на кіностудії «Білорусьфільм».

## Сюжет
За мотивами повісті В. Бикова. Про героїзм радянських воїнів під час Великої Вітчизняної війни. У центрі фільму — образ Героя Радянського Союзу майора Н. І. Волошина. Комбат Волошин отримує наказ взяти висоту. Йому ясно, що висоту треба було брати одразу, поки німці там ще не закріпилися, але наступ «видихнувся» і висота залишилася у німців. Штурмувати висоту тепер Волошин вважає самогубством для батальйону. Але командир полку наказує батальйону Волошина йти в пекло, а коли комбат чинить опір безглуздій загибелі людей, замінює його більш слухняним і виконавчим Маркіним. Вранці солдати вирушають у бій. Сили не рівні, і наших солдатів неминуче переб'ють мінометним вогнем. Волошин ухвалює рішення про відступ, за який йому доведеться відповідати перед командуванням. Але він не боїться цього, йому важливіше врятувати життя своїх людей.

## У ролях
- Віталій Зікора — Микола Волошин, комбат
- Анатолій Вєдьонкін — Василь Чорнорученко, зв'язківець
- Любов Германова — Віра Веретеннікова, молодший сержант
- Валерій Гатаєв — генерал
- Андрій Кашкер — Льова Гутман
- Ігор Леньов — Вадим Самохін, лейтенант
- Дмитро Матвєєв — Павло Іванов, капітан
- Ігор Нєупокоєв — лейтенант Круглов
- Борис Руднєв — лейтенант Маркін
- Валерій Філатов — майор ветеринарної служби Каськов
- Джамбул Худайбергенов — Муратов
- Роман Хомятов — молодший лейтенант Ярощук
- Вадим Яковлєв — старший лейтенант Кізевич
- Сергій Присєлков — майор Гунько
- Олександр Кашперов — епізод
- Володимир Станкевич — молодий солдат
- Сагі Ашимов — Ашим Ісхаков, солдат-новобранець
- Олександр Беспалий — сержант Нагорний
- Валерій Бусигін — епізод
- Станіслав Вількін — епізод
- Володимир Гідлевський — епізод
- Едуард Горячий — Денищик, старий кулеметник
- Володимир Грицевський — сержант Грак
- Анатолій Гур'єв — епізод
- Леонід Данчишин — Авдюшкін, розвідник
- В. Марченко — епізод
- Андрій Попков — солдат, один із останніх у батальйоні
- Юрій Шульга — епізод
- Петро Юрченков — ад'ютант генерала, майор
- В. Зенчик — епізод
- В. Касперський — епізод
- Володимир Короткевич — епізод
- О. Косіхін — епізод
- Є. Макаров — епізод
- Михайло Могилевський — епізод
- Ігор Ніколаєв — епізод
- Сергій Романовський — епізод
- Євген Ромашко — Пригунов
- Сергій Чугай — епізод
- В. Якушев — епізод
- Віктор Рибчинський — епізод

## Знімальна група
- Режисер — Олександр Карпов
- Сценарист — Василь Биков
- Оператор — Борис Оліфер
- Композитор — Олег Янченко